# Leucopis armillata
Leucopis armillata är en tvåvingeart som beskrevs av Camillo Rondani 1874. Leucopis armillata ingår i släktet Leucopis och familjen markflugor. Inga underarter finns listade i Catalogue of Life.